# Ordem de Leopoldo (Bélgica)

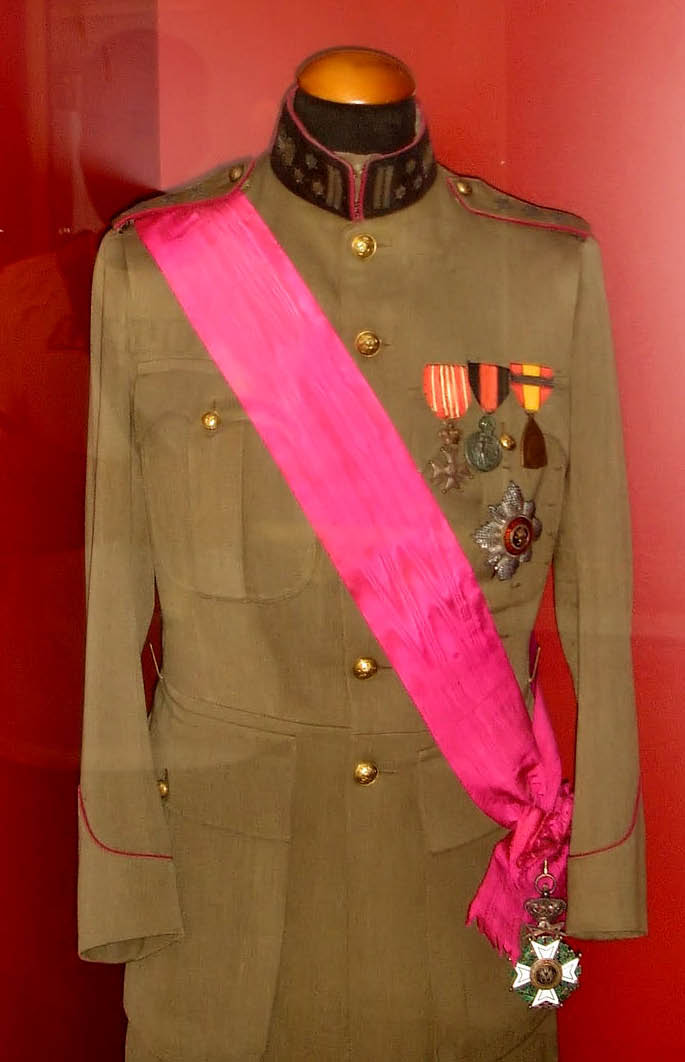
Uniforme de Tenente-general do rei Alberto I da Bélgica (Grande Cordão), com cruz, faixa. As restantes condecorações são a Cruz de Guerra 1914-1918, a medalha de l'Yser 1914-1918, e a a medalha comemorativa da Primeira Guerra Mundial 1914-1918.

A Ordem de Leopoldo (em holandês: Leopoldsorde, em francês: Ordre de Léopold) é uma das três actuais Ordens de Cavalaria da Bélgica. É a mais alta das condecorações belgas e a sua designação é em honra de Leopoldo I da Bélgica. É uma ordem abrangente que homenageia militares, marinha mercante e civis. A Ordem foi criada em 11 de Julho de 1832 e é atribuída por actos de bravura em combate ou por serviços distintos prestados em prol da nação belga. A Ordem de Leopoldo é atribuída por Decreto Real.
Durante a Segunda Guerra Mundial, a Ordem de Leopoldo foi atribuída a vários oficiais estrangeiros que ajudaram a libertar a Bélgica da ocupação alemã. De entre eles, destaque-se George S. Patton, Bernard Montgomery, Dwight D. Eisenhower e Wesley Clark. A medalha também foi entregue a Josip Broz Tito em 1970.
O "fons honorum" é o rei Filipe e o título está reservado para os cidadãos belgas mais importantes e para alguns estrangeiros que, de alguma forma, contribuíram para o estado belga.

## Classes
A Ordem de Leopoldo é composta por cinco classes::
- Grande Cordão ('Grootlint'), a insígnia é usada num emblema num colar, ou numa faixa no ombro direito, e uma estrela no lado esquerdo do peito;
- Grande Oficial ('Grootofficier'), a insígnia é usada ao pescoço, e uma estrela no lado esquerdo do peito (criada em 31 de Dezembro de 1838);
- Comendador ('Commandeur'), a insígnia é usada ao pescoço;
- Oficial ('Officier'), o emblema é usado numa fita com uma roseta, no lado esquerdo do peito;
- Cavaleiro ('Chevalier/Ridder'), o emblema é usado numa fita, no lado esquerdo do peito.

As cinco classes encontram-se divididas por três categorias: civil, militar, marítima.
Apenas o rei pode ser designado por Grão-Mestre ('Grootmeester'). O Grande Cordão está reservado para famílias reais nacionais e estrangeiras, chefes de estado, ministros belgas de carreira e ex-primeiros-ministros, generais de três estrelas e funcionários civis de longa carreira.

## Insígnia
O Colar da Ordem é de ouro, com nove coroas, nove monogramas “LR” (de "Leopoldus Rex", em português: Rei Leopoldo), e 18 leões.
O emblema da Ordem é uma Cruz de Malta branca-esmalte em prata para a classe de Cavaleiro, e em ouro para as classes mais altas, envolta por folhas de louro e carvalho em verde-esmalte entre os braços da cruz. A face do disco central é composta por um leão em fundo preto-esmalte; o reverso tem o monograma "LR"; ambos os discos estão rodeados por um anel vermelho-esmalte com o lema L'union fait la force em francês, ou Eendracht maakt macht em holandês (A União Faz a Força). A cruz tem por cima uma coroa, e por baixo pode ter espadas cruzadas, para os militares, ou âncoras cruzadas, no caso dos marítimos. A cruz para os civis não tem adereços.
A placa da Ordem é uma estrela em prata de oito pontas para a classe do Grande Cordão; e uma de prata Cruz Maltesa com raios entre os seus braços, para a classe de Grande Oficial. O disco central tem um leão em fundo negro-esmalte, rodeado por um anel em vermelho-esmalte com o lema igual ao do emblema. Consoante a categoria, o medalhão pode ter por trás espadas, ou âncoras, douradas e cruzadas.
A fita da Ordem é, habitualmente, lisa e de cor púrpura. No entanto, se a Ordem é atribuída em circunstâncias especiais, a fita das classes de Oficial e Cavaleiro, podem ter as seguintes variações:
- Podem ser adicionadas espadas cruzadas se a Ordem for entregue em tempo de Guerra (se a Ordem fosse entregue durante a Segunda Guerra Mundial ou durante a Guerra da Coreia, incluiria uma pequena barra com o nome dessa guerra);
- Se a Ordem fosse entregue por algum acto de valor distinto em tempo de guerra, a fita teria um contorno vertical em ouro;
- Se a Ordem fosse entregue por algum acto de mérito excepcional em tempo de guerra, a fita teria uma risca vertical em ouro;
- Se a Ordem fosse atribuída por algum acto de mérito de caridade, a fita teria uma estrela de prata;
- Se o homenageado tivesse sido mencionado num documento oficial a nível nacional, a fita teria uma estrela de ouro;
- Se a Ordem fosse atribuída, em tempo de guerra, a militares, a insígnia teria folhas de palma em prata ou ouro.

Estrelas e contornos ou riscas podem ser atribuídas conjuntamente; no entanto, estas variações só muito raramente são incluídas nas condecorações. A cor da fita sofreu alterações durante o século XIX de vermelho para púrpura.
A barra da fita da Ordem, que é usada em indumentária semi-formal, é:
| Barras        | Barras         | Barras     |
| ------------- | -------------- | ---------- |
| Grande Cordão | Grande Oficial | Comendador |
| Oficial       | Cavaleiro      |            |

Desde 1921, que as insígnias da Ordem que não foram atribuídas em tempo de Guerra, têm de ser compradas pelos seus homenageados.

## Condições para se ser Titular

### Ordens Nacionais da Bélgica
As Ordens Nacionais são atribuídas por Decreto Real em datas específicas: 8 de Abril, aniversário do rei; 15 de Novembro, dia do rei; e, em alguns casos, 21 de Julho, dia da Bélgica, para homenagear serviços distintos prestados ao Reino da Bélgica, tendo por base a carreira e a idade do homenageado. A atribuição de Ordens Nacionais aos ministérios é regida por vários regulamentos. Adicionalmente, as Ordens podem ser entregues pelo rei por feitos meritórios de recompensa. Os Decretos Reais são publicados no Jornal Oficial belga, Moniteur Belge.

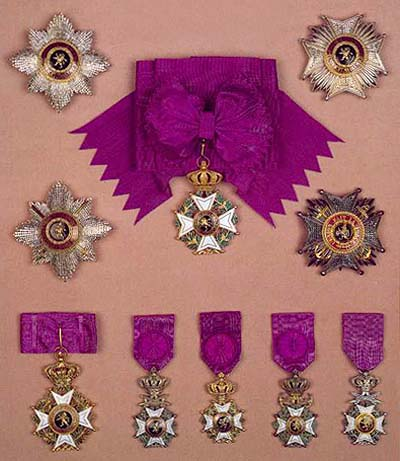
Em cima: Estrela do Grande Cordão - categorias civil e militar (esquerda), Grand Cordon (meio), placas de Grande Oficial - categorias civil e marítima (direita). Em baixo: Cruz de Comendador (categoria civil), Cruz de Oficial (categoria militar), Cruz de Oficial (categoria civil), Cruz de Oficial (categoria marítima),Cruz de Cavaleiro (categoria militar) (cortesia da Sociedade da Ordem de Leopoldo)

O Ministério dos Negócios Estrangeiros é o responsável pelas Ordens Nacionais e tem um papel de conselheiro na regulamentação das ordens.
Para a atribuição de Ordens Nacionais para as quais não haja regulamentação, o número de homenageados é limitado todos os anos por decisão do Conselho de Ministros.
As classes das Ordens Nacionais estão organizadas hierarquicamente por lei. Assim, por ordem decrescente: Ordem de Leopoldo, Ordem da Coroa e Ordem de Leopoldo III. Deste modo, e salvo raras excepções, ninguém pode receber uma ordem inferior se já recebeu uma superior
Alguém que, em determinado momento, seja acusado de algum crime, só poderá receber uma ordem depois de ser considerado inocente.

### Ordem de Leopoldo na categoria Militar
Esta Ordem (com espadas cruzadas sob a coroa), é entregue a pessoal militar tendo por base o número de anos de service, incluindo metade do tempo da recruta.
- Grande Oficial: atribuído a Tenentes-Generais com pelo menos dois anos no posto;
- Comendador: atribuído a militares com pelo menos 35 anos de carreira como Oficial Superior;
- Oficial: atribuído após 28 anos de serviço, e no posto de Major como limite mínimo;
- Cavaleiro: atribuído após 20 anos de serviço, e no posto de Capitão como limite mínimo, e após 40 anos de serviço para oficiais fora de carreira;

A Ordem de Leopoldo por vezes é atribuída a militares que não estão dentro das regras anteriores, mas que desempenharam serviços distintos ao Rei.

### Ordem de Leopoldo na categoria Marítima
Esta Ordem (com âncoras cruzadas sob a coroa), é entregue a pessoal da marinha mercante; o pessoal da marinha belga são condecorados com a categoria militar. Actualmente (2011) , são raros os homenageados nesta categoria.

### Ordem de Leopoldo na categoria Serviço Público
A Cruz de Cavaleiro é atribuída a funcionários públicos com, no mínimo, 42 anos de idade, e 20 anos ao serviço público nacional ou 30 anos no regional.

## A Associação da Ordem de Leopoldo
Fundada em 1932, por ocasião do centenário da criação da Ordem de Leopoldo, com a designação "Société d’entraide des membres de l’Ordre de Léopold" / "Vereniging tot onderlinge hulp aan de leden van de Leopoldsorde" (“Sociedade de Ajuda Mútua para os Membros da Ordem de Leopoldo”), a Associação da Ordem de Leopoldo (Vereniging van de Leopoldsorde em holandês, Société de l'Ordre de Léopold em francês), é uma associação não-lucrativa cujo objectivo é a manutenção do prestígio da distinção mais alta da Bélgica, e a assistência moral e material entre os seus membros, titulares da Ordem que, voluntariamente, se juntaram à Associação. A sede fica na cidade de Bruxelas, e os seus membros incluem ministros, membros do parlamento e oficiais superiores.